# Pérola de esmalte
As pérolas de esmalte, são estruturas hemisféricas, que podem-se constituir inteiramente de esmalte ou contêm dentina subjacente e tecido pulpar. A maioria projeta-se da superfície da raiz, acreditando-se que apareçam de uma protuberância localizada na camada odontoblástica cervical.